# Cantó de Llemotges Esmautaires
El cantó de Llemotges Esmautaires és un cantó francès del departament de l'Alta Viena, situat al districte de Llemotges. És format per part del municipi de Llemotges.

## Municipis
- Llemotges

## Història
| Data d'elecció                           | Identitat                 | Partit                          | Qualitat |
| ---------------------------------------- | ------------------------- | ------------------------------- | -------- |
| 1973-1998                                | Pierre Baillot-d'Estivaux | RI, després RPR i divers droite |          |
| 1998-                                    | Raymond Archer            | UMP                             |          |
| les dades anteriors no són pas conegudes |                           |                                 |          |
|                                          |                           |                                 |          |

## Demografia
| 1962 | 1968 | 1975 | 1982 | 1990 | 1999 | 2006   |
| ---- | ---- | ---- | ---- | ---- | ---- | ------ |
| -    | -    | -    | -    | -    | -    | 14.950 |